# Modest Andrejewitsch von Korff

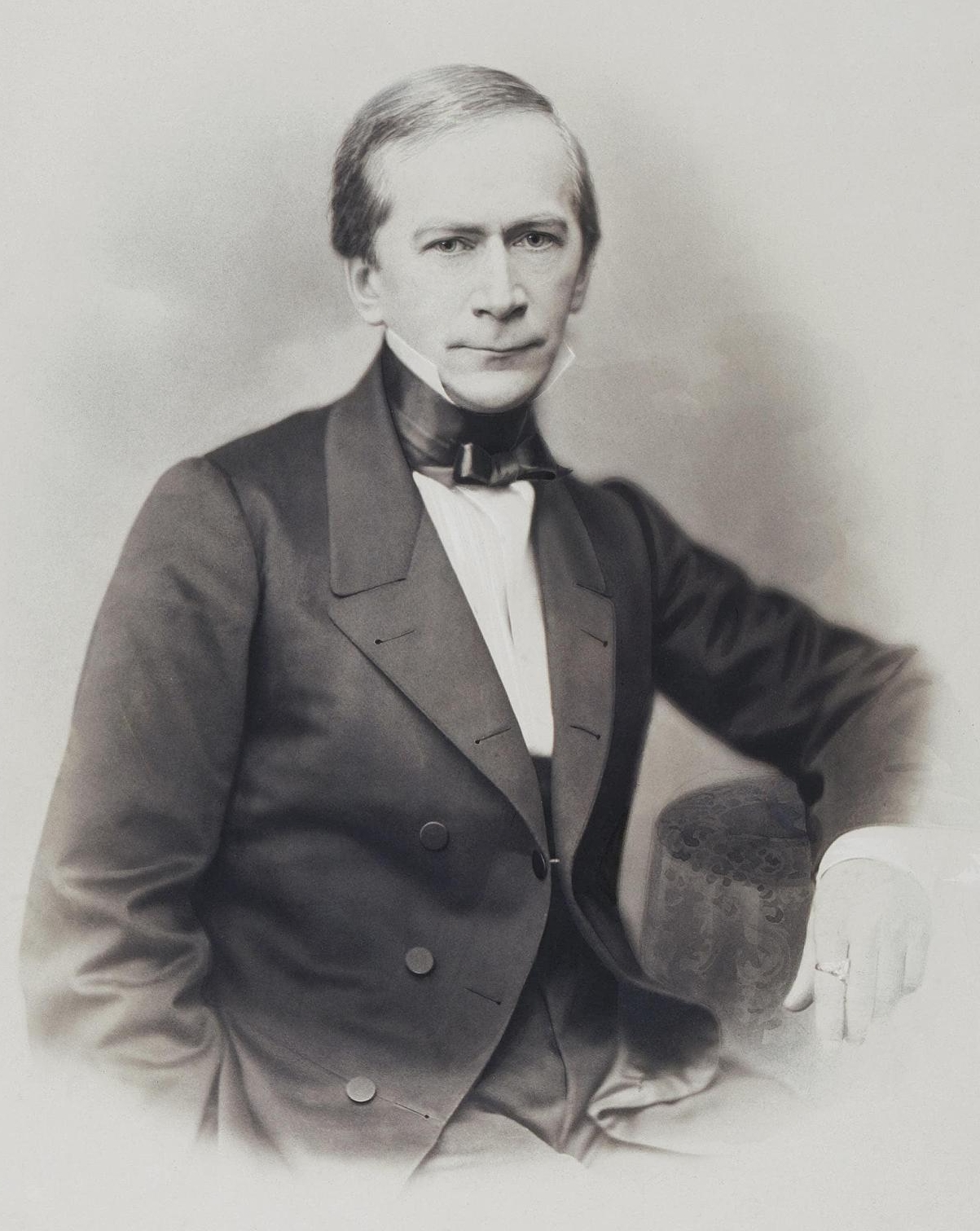
Modest Andrejewitsch Baron von Korff

Modest Andrejewitsch Baron von Korff (seit 1872 Graf) (* 23. September 1800 in St. Petersburg; † 14. Januar 1876) war ein russischer Staatsmann. Er war vor allem als juristischer Experte von Bedeutung, hat aber auch als Präsident der Kaiserlichen öffentlichen Bibliothek an deren Ausbau erheblichen Anteil. Außerdem war er als Autor und Historiker tätig.

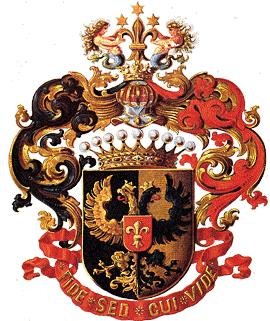
Gräfliches Wappen (1872) für
Modest von Korff

## Leben
Er stammte aus dem auch in Kurland und Russland verbreiteten, ursprünglich aus Westfalen stammenden Adelsgeschlecht Korff. Er besuchte zusammen mit Alexander Michailowitsch Gortschakow und Alexander Sergejewitsch Puschkin das Lyzeum Zarskoje Selo.
Im Jahr 1817 trat Korff in das russische Justizministerium ein. Zwischen 1819 und 1826 gehörte er zu einer Kommission zur Zusammenstellung von Gesetzen für ein Zivilgesetzbuch. Im Jahr 1826 wurde er zum Hofrat ernannt. Auf Betreiben von Michail Michailowitsch Speranski wechselte er in die zweite Abteilung der Privatkanzlei des Zaren, auch hier zuständig für Gesetzgebungsfragen. Im Jahr 1827 wurde er Collegienrat und 1829 Staatsrat. Ein Jahr später wurde er Vizedirektor des Departements für Abgaben und Zölle. Im Jahr 1832 wurde er Wirklicher Staatsrat und Geschäftsführer des Minister-Komitees. Zwei Jahre später wurde er vorläufig und 1839 endgültig zum Reichssekretär ernannt. Er hat als solcher zahlreiche Gesetzentwürfe verbessert und unterschiedliche Positionen der Reichsräte ausgeglichen. Seit 1836 war er Geheimer Rat. Korff wechselte 1843 in das erste für Gesetze zuständige Departement des Reichsrates. Er war verantwortlich für neue Strukturen des Reichsrates und der Reichskanzlei. Als juristischer Experte hielt er seit 1847 den Großfürsten juristische Vorträge.
Zwischen 1849 und 1861 war von Korff Direktor der Kaiserlichen öffentlichen Bibliothek in St. Petersburg. Diese hat er in seiner Amtszeit beträchtlich erweitert und öffnete sie stärker als bisher der Öffentlichkeit. Ihm ist eine starke Erhöhung der zur Verfügung stehenden Mittel für die Bibliothek zu verdanken. Er selbst spendete den Erlös von 32.000 Rubeln aus dem Verkauf zweier seiner Werke. Seit 1861 wurde der Saal der Bibliothek, in dem sich Werke über Russland in ausländischen Sprachen befanden, als „Saal des Baron Korff“ genannt.
Im Jahr 1861 wurde von Korff Chef der zweiten Abteilung der Geheimkanzlei des Zaren. Unter anderem machte er die große Bibliothek der Abteilung der Öffentlichkeit zugängig. Aus dieser einflussreichen Position wurde er aber schon 1864 von Graf Panin verdrängt. Aber noch im selben Jahr hat ihn Alexander II. zum Präsidenten der ersten Departements des Reichsrates ernannt. Dennoch war von Korff bewusst, dass seine Macht gebrochen war, und er ging 1872 in den Ruhestand. Der Kaiser ernannte ihn zum Dank für die geleisteten Dienste für den Staat zum russischen Grafen. Seit 1853 war er Ehrenmitglied der Russischen Akademie der Wissenschaften in St. Petersburg.

## Autor
Von Korff war auch als Autor tätig. Er verfasste auch eine Geschichte des Reichsrates. Er schrieb über russische Geschichte aber auch über Stenographie. Auch befasste er sich mit dem Dekabristenaufstand von 1825 und der Thronbesteigung von Nikolaus I. Im Jahr 1862 veröffentlichte er ein Werk über Speranski. Er arbeitete zuletzt an einer umfassenden Geschichte der Regierungszeit von Nikolaus I., hinterließ das Werk aber unvollendet. Von Bedeutung sind seine Schriften, weil sie auf amtlichen Archiven und Briefen basieren.

## Schriften
- Baron M. von Korff (Hrsg.): Die Thronbesteigung des Kaisers Nikolaus I. von Rußland im Jahr 1825. Nach seinen eigenen Aufzeichnungen und den Erinnerungen der kaiserlichen Familie auf Befehl seiner kaiserlichen Majestät Alexander II. Berlin 1858; archive.org.
- Das Leben des Grafen Speransky. 2 Bände. 1861.